# オフランド高森
オフランド高森（オフランドたかもり）は、熊本県阿蘇郡高森町にあるエンデューロレース専用サーキット場。1周約15kmのオフロードコースである。

## 施設概要
利用時間
午前9:00から午後3:00まで
ゲートオープン
午前9:00から午後5:00まで
完全予約制となっており、クローズドコースであるため一般人でもATVやオフロードバイクの運転を無免許ですることができる。オフロードバイクはATVの同時体験申し込みとなっている。
また、スーパーエンデューロのイベントも定期的に行っている。